# Ahuy
Ahuy là một xã ở tỉnh Côte-d'Or trong vùng Bourgogne-Franche-Comté, phía đông nước Pháp. Khu vực này có độ cao trung bình mét trên mực nước biển.
Thị trấn Ahuy toạ lạc ở ngoạ vi cao nguyên Langres, 6 km so với Dijon.